# La Unión y El Fénix Español
La Unión y El Fénix Español è stata una società spagnola che operava nel mercato assicurativo, fondata nel 1879 a seguito della fusione tra le società La Unión (1856) e El Fénix Español (1864).
Oltre che per il suo ruolo come compagnia assicuratrice, la società si è distinta per aver diversificato il suo patrimonio attraverso l'acquisizione e il restaturo di diversi immobili, la maggior parte dei quali oggi sono considerati Bien de Interés Cultural. Una caratteristica comune agli edifici è che la cima era sormontata da una figura architettonica, nella quale appare un personaggio statua che non raffigurava Ganimede su Zeus trasformato in aquila, ma un'allegoria su una fenice che è anche il simbolo dell'azienda.
Nel 1991 fu creato il ramo Fénix Autos, riservato ai prodotti assicurativi per il settore automobilistico. Dopo la fusione di AGF Seguros con La Unión y El Fénix nel 1995, Fénix Autos cambiò denominazione in Fénix Directo.
Dal 1988 alla fine del 1993 la società è stata controllata dalla Banesto, finché non fu acquisita dalla multinazionale francese AGF, che la rinominò AGF-Unione Fénix. L'azienda sparì definitivamente nel 1998, quando AGF venne acquisita da Allianz che raggruppò tutte le sue filiali spagnole sotto il marchio tedesco.

## Riferimenti
1. ↑   Unión y el Fénix Español, La, su www.museovirtualdelseguro.org. URL consultato il 9 aprile 2023.
2. ↑  (ES) El grupo Allianz se constituye en tercer asegurador nacional con la fusión de sus filiales en España, in El País, 13 maggio 1998. URL consultato il 9 aprile 2023.